# New Kids
New Kids — голландское комедийное скетч-шоу.

## История
Впервые шоу появилось в блоге flabber.nl как спин-офф к успешному DePulpShow, показываемому там ранее. Позднее права на показ приобрели 101 TV и Comedy Central. В течение первых двух сезонов шоу называлось New Kids On The Block.
Приобрело огромную популярность в Голландии и Германии, а также послужило основой к созданию полнометражных фильмов New Kids Turbo и New Kids Nitro.
Большинство сцен были отсняты рядом с деревней Ден Дунген.

## Сюжет
Серии рассказывают о приключениях (или злоключениях) группы молодых парней из деревни Мааскантье (регион Северный Брабант). Они очень шумные, постоянно ругаются, зачастую пьяны и ведут себя в крайней степени антисоциально, из-за чего имеют конфликты с полицией. Кроме того, парни увлечены Happy hardcore-культурой, что отражается на саундтреке шоу. Хотя персонажи работают, они никогда не появляются в кадре добросовестно исполняющими свои обязанности. Визуально они воплощают собой ужасное понимание моды и образ «деревенщины».

## Персонажи
| Роль     | Актёр               | Сезон     | Описание |
| -------- | ------------------- | --------- | --- |
| Ричард   | Хьюб Смит           | 2007-2012 | Ричард (27) -- лидер группы и самым сообразительный из парней. У него чёрный пояс по тхэквондо, он работает уборщиком в парке вместе с Робби. У него есть бульдог по имени Градди. |
| Джерри   | Тим Хаарс           | 2007-2012 | Джерри (23) постоянно пытается произвести впечатление перед друзьями, но эти попытки всегда заканчиваются плачевно. Работает грузчиком на складе.                                  |
| Риккерт  | Уэсли фон Гален     | 2007-2012 | Риккерт (26) работает автомехаником и владеет зелёным Опелем Манта, самой дорогой из всех его вещей.                                                                               |
| Робби    | Стефан Хаарс        | 2007-2012 | Робби (26) работает с Ричардом. Вечно голодный, постоянно жуёт фастфуд. |
| Барри    | Флип ван де Куил    | 2007-2012 | Барри (27) — самый сильный из парней и очень молчаливый. Ездит на розовом мопеде Gilera Citta. Постоянно курит марихуану и приторговывает ей.                                      |
| Мануэлла | Николь ван Вейерпон | 2007-2010 | Мануэлла — мать-одиночка, имеет двоих детей и опять на 7-м месяце беременности. Работает кассиром в супермаркете.                                                                  |